# 1-й Его Величества драгунский гвардейский полк
1-й Его Величества драгунский гвардейский полк (англ. 1st King's Dragoon Guards) была кавалерийским полком Британской армии. Полк был сформирован сэром Джоном Ланье в 1685 году как 2-й Её Величества конный полк (2nd Queen’s Regiment of Horse), названный в честь королевы Марии, супруги короля Якова II. В 1714 году он был переименован во 2-й собственный Его Величества конный полк (2nd King’s Own Regiment of Horse) в честь Георга I. В 1751 году полк получил название 1-й Его Величества драгунский гвардейский полк. Полк служил в качестве конной кавалерии до 1937 года, когда он был механизирован лёгкими танками. В 1939 году полк вошёл в состав Королевского бронетанкового корпуса. После участия в Первой и Второй мировых войнах полк был объединён со 2-м драгунским гвардейским полком (Её Величества гнедые) в 1959 году в 1-й Её Величества драгунский гвардейский полк.

## История

### Ранняя история
Полк был сформирован сэром Джоном Ланье в 1685 году как Конный полк Ланье или 2-й Конный полк королевы, названный в честь королевы Марии, супруги короля Якова II, как часть ответных мер на восстание Монмута
.
Полк участвовал в битве при Бойне в июле 1690 года и в битве при Охриме в июле 1691 года во время Вильямитской войны в Ирландии. Он также сражался в битве при Бленхайме в августе 1704 года, битве при Рамильи в мае 1706 года, битве при Ауденарде в июле 1708 года и битве при Мальплаке в сентябре 1709 года во время Войны за испанское наследство. В 1714 году полк был переименован во 2-й собственный Его Величества конный полк (2nd King’s Own Regiment of Horse) в честь Георга I. Он снова участвовал в битве при Деттингене в июне 1743 года во время Войны за австрийское наследство. Полк был переименован в 1-й Его Величества драгунский гвардейский полк (1st King’s Dragoon Guards) в 1751 году. Полк совершил отчаянную атаку, которая спасла армию в битве при Корбахе в июле 1760 года, а затем совершил ещё одну знаменитую атаку в битве при Варбурге в конце того же месяца во время Семилетней войны. Полк снова совершил атаку с разрушительным эффектом в битве при Ватерлоо в июне 1815 года во время Наполеоновских войн.
Полк принимал участие в ответных действиях на восстание в Индии в 1857 году, а также в битве за форты Дагу в августе 1860 года и во взятии Пекина во время Второй опиумной войны. Отряд полка участвовал в пленении короля Сешвайо в битве при Улунди в июле 1879 года во время Англо-зулусской войны, а затем полк снова участвовал в битве при Лаингс-Неке в январе 1881 года во время Первой англо-бурской войны.Полк участвовал в преследовании неуловимого генерала Христиана де Вета весной 1901 года во время Второй англо-бурской войны..
В марте 1896 года император Австрии Франц Иосиф I стал шеф-полковником полка. В это же время двуглавый австрийский орёл стал нагрудным знаком полка, а в качестве полкового марша был принят марш Радецкого. По случаю своего бриллиантового юбилея 2 декабря 1908 года император учредил юбилейную медаль для иностранцев (Inhaber-Jubiläums-Medaille für Ausländer), чтобы отметить 60-летие своего пребывания на троне. Некоторые из 40 золотых, 635 серебряных и 2000 бронзовых медалей были вручены офицерам и рядовым солдатам полка. Парадный шлем с эмблемой 1-го Его Величества драгунского гвардейского полка, который был вручен императору Францу Иосифу I при его назначении на должность полковника-аншефа, сейчас выставлен в Военно-историческом музее в Вене.

### Первая мировая война
Полк, который в начале войны был расквартирован в Лакхнау в Индии, высадился в Марселе в составе 8-й (лакхнауской) кавалерийской бригады 1-й индийской кавалерийской дивизии в ноябре 1914 года для службы на Западном фронте. Полк участвовал в битве при Фестюберте в мае 1915 года, во второй битве при Ипре также в мае 1915 года и в битве при Морвале в сентябре 1916 года, но вернулся в Индию в октябре 1917 года.

### Третья англо-афганская война
Полк оставался в гарнизоне в Мееруте до октября 1918 года, когда он поменялся местами с 21-м (императрицы Индии) уланским полком и перешёл в Рисалпур. 2 мая 1919 года афганские войска захватили контроль над колодцами на индийской стороне границы. Амира Афганистана Амануллу предупредили о необходимости отступить, но в ответ он послал дополнительные войска для усиления тех, кто находился у колодцев, и перебросил другие афганские подразделения в различные пункты на границе. Полк был мобилизован 6 мая и вошел в состав 1-й (рисалпурской) кавалерийской бригады Британской индийской армии. Он служил на протяжении всей третьей англо-афганской войны и участвовал в боях на Хайберском перевале. В Дакке — деревне на территории Афганистана, к северо-западу от Хайберского перевала — 16 мая полк совершил одну из последних зафиксированных вылазок британского конного кавалерийского полка, поскольку уже было очевидно, что старый мир уступает место механизации.

### Вторая мировая война
Полк участвовал во всех крупных сражениях Североафриканской кампании, включая освобождение Тобрука в ноябре 1941 года. Полк, служивший в то время в качестве разведывательного бронеавтомобильного полка X корпуса генерал-лейтенанта Ричарда Маккрири, высадился в Салерно во время вторжения союзников в Италию в сентябре 1943 года против концентрированного сопротивления противника и был первым подразделением союзников в городе Неаполь в начале октября 1943 года. Уэльский писатель Норман Льюис в своем знаменитом рассказе о жизни в Неаполе утверждал, что 1-й Его Величества драгунский гвардейский полк был первым британским подразделением, достигшим Неаполя в 1943 году, и что многие его офицеры сразу же занялись мародёрством, вырезая картины из рам в княжеском дворце. Позднее полк участвовал в битве за Монте-ла-Дифенса в декабре 1943 года и в продвижении к Готской линии в конце 1944 года.

### Послевоенное время
Полк был направлен в Палестину в сентябре 1945 г. и в Ливию в январе 1947 г., после чего был переведен на службу в Ому, Северная Ирландия, в феврале 1948 г. Полк был переведен в казармы Адамс в Ральштедте под Гамбургом в ФРГ в ноябре 1951 г. и в казармы Маклеод в Ноймюнстере в апреле 1953 г. В 1956 г. полк был направлен на действительную службу в Малайю во время войны в Малайе: в это время полк принимал участие в операциях по борьбе с повстанцами как на бронемашинах, так и в пешем порядке в густых джунглях, действуя с базы в Джохор-Бару. В 1959 году полк объединился с 2-м драгунским гвардейским полком (Её Величества гнедые) и сформировал 1-й Её Величества драгунский гвардейский полк.

## Полковой музей
Полковая коллекция выставлена в музее «Огневая линия: Кардиффский замок — музей валлийского солдата» в Кардиффе.